# Lothar Otter
Lothar Otter (* 18. März 1931 in Berlin; † 4. Januar 2016) war ein deutscher Sozialdemokrat, der für seine politische Überzeugung von der DDR in der Haftanstalt Bautzen inhaftiert wurde.
Vor seiner Verhaftung lebte der Verwaltungslehrling Otter in Berlin-Lichtenberg und war der Gruppenleiter der Falken des Bezirks. Nachdem der Gruppenleiter Wolfgang Scheunemann am 9. September 1948 im Zusammenhang mit der Rede Ernst Reuters erschossen wurde, wurden weitere Mitglieder der Falken verhaftet. Sie wurden 1949 von einem sowjetischen Militärgericht zu 25 Jahren Zuchthaus verurteilt. Darunter waren Lothar Otter, Gerhard Sperlin und Günther Schlierf. Die Urteilsbegründung beruhte auf dem Vorwurf der „systematisch feindseliger Propaganda“ und dem Lesen „feindlicher Zeitungen“. Am 2. Mai 1949 wurde er verhaftet und bis 1955 inhaftiert in der Haftanstalt Bautzen. Er erlebte die Übergabe des Lagers an die Deutsche Volkspolizei 1950 und die Häftlingsaufstände am 13. und 31. März 1950. Ostern 1955 wurde er entlassen und floh in die Bundesrepublik Deutschland. Er arbeitete dann bei einer Standortverwaltung der Bundeswehr und wurde Mitglied der SPD. Bis zur Pensionierung 1991 war er Regierungsdirektor im Bundesministerium für innerdeutschen Beziehungen. Im  Sozialdemokratischen Arbeitskreis ehemaliger politischer Häftlinge wurde er 2010 zum Bundesvorsitzenden nach Dieter Rieke und Hans-Joachim Helwig-Wilson. Otter lebte zuletzt in Bad Harzburg.